# William B. McKinley
William Brown McKinley, född 5 september 1856 i Petersburg i Illinois, död 7 december 1926 i Martinsville i Indiana, var en amerikansk republikansk politiker. Han representerade delstaten Illinois i båda kamrarna av USA:s kongress, först i representanthuset 1905–1913 samt 1915–1921 och sedan i senaten från 1921 fram till sin död.
McKinley studerade vid University of Illinois och var verksam bland annat som bankman och som filantrop. Han satt i representanthuset i sammanlagt fjorton år och efterträdde sedan 1921 Lawrence Y. Sherman som senator för Illinois.
McKinley besegrades av Frank L. Smith i republikanernas primärval inför senatsvalet 1926. Han avled i ämbetet före mandatperiodens slut och gravsattes på Mount Hope Cemetery i Champaign.